# Jednobajtové kódování
Jednobajtové kódování znaků nebo jednobajtová znaková sada, zkratkou SBCS (z anglického Single Byte Character Set) je takové kódování znaků, které pro každý tisknutelný znak používá jeden bajt. SBCS může pojmout maximálně 256 symbolů a je užitečné pro písma, která nemají mnoho symbolů nebo písmen s diakritikou jako jsou evropská hlásková písma psaná latinkou, řeckou abecedou nebo cyrilicí. Mezi SBCS kódování patří ISO/IEC 646, různá kódování ISO/IEC 8859 a většina kódových stránek firem Microsoft a IBM. 
Jednobajtová kódování byla dlouho oblíbena díky svým malým nárokům na paměť pro textové řetězce a pro obrazy znaků. Ekvivalence 1 bajt = 1 znak = 1 pozice na obrazovce také usnadňovala programování.
Kromě jednobajtových kódování existují dvoubajtová kódování (DBCS), tříbajtová kódování (TBCS) a vícebajtová kódování (MBCS) používaná pro jazyky s písmem, které má velké množství znaků a symbolů, především pro asijské jazyky jako čínština, japonština a korejština, v oblasti výpočetní techniky označované souhrnně zkratkou CJK.